# Bir-Hakeim
Bir-Hakeim, subtitulado "Journal républicain mensuel paraissant malgré la Gestapo, malgré le négrier Laval et son gouvernement de Vichy" fue un periódico clandestino de la Resistencia francesa, autodefinido como gaullista y  publicado bajo la ocupación alemana de Francia durante la Segunda Guerra Mundial. 
Fundado en marzo de 1943 por el periodista André Jacquelin, con el soporte de Jeanne Moirod y Gabriel Jeanjacquot, el primer número se publicó con una tirada de 10 000 ejemplares. Se imprimió primero en Bourg-en-Bresse y posteriormente en Morez a raíz de la salida de un número especial sobre los maquis del macizo del Jura, de 150 000 ejemplares. Fue financiado por Jean Franck  desde Lausana.